# Clare Dennis
Clara „Clare” Dennis (ur. 7 marca 1916 w Burwood, zm. 5 czerwca 1971 w Manly), po ślubie znana jako Clare Golding – australijska pływaczka specjalizująca się w stylu klasycznym, mistrzyni olimpijska (1932) i była rekordzistka świata.

## Życiorys

### Dzieciństwo
Urodziła się jako trzecie dziecko policjanta Alexandra Millera Dennisa (zm. 1931) i Susan Violet (z domu Efford). Dennis miała pięcioro rodzeństwa. Na początku lat 20. przeprowadziła się do Clovelly. Mając 7 lat, przekonała swojego ojca, aby pozwolił jej rozpocząć treningi pływackie.

### 1931–1932
W 1931 roku, mając 15 lat, została mistrzynią stanu Nowa Południowa Walia, a później zwyciężyła na mistrzostwach Australii na dystansie 220 yd stylem klasycznym. Rok później, w styczniu pobiła rekord świata w konkurencji 200 m stylem klasycznym, uzyskawszy czas 3:08,6 min. Spowodowało to automatyczną kwalifikację na igrzyska olimpijskie w Los Angeles.
Podczas tych igrzysk zdobyła złoty medal na dystansie 200 m stylem klasycznym, wyprzedzając o 0,1 s Japonkę Hideko Maehatę i ustanawiając nowy rekord olimpijski czasem 3:06,3.

### 1933–1936
W lutym 1933 roku czasem 1:24,6 min pobiła rekord świata w konkurencji 100 m stylem klasycznym oraz rekord Australii na 220 yd żabką (3:09,2). Na Igrzyskach Imperium Brytyjskiego w Londynie w 1934 roku zwyciężyła na dystansie 200 yd stylem klasycznym i stała się tym samym pierwszą Australijką w historii, która zdobyła na tych zawodach złoty medal.
Pomimo zwycięstwa w mistrzostwach Australii w 1935 roku, Dennis nie została wybrana, aby reprezentować Australię podczas igrzysk olimpijskich w Berlinie i z tego powodu zakończyła karierę.

### Po zakończeniu kariery pływackiej
W 1942 roku poślubiła lekkoatletę i olimpijczyka Georga Goldinga.
Clare Dennis zmarła na raka w wieku 55 lat. W 1982 roku została pośmiertnie wprowadzona do International Swimming Hall of Fame.